# Where the Heart Is (ER)
Where the Heart Is is de eenentwintigste aflevering van het zevende seizoen van de televisieserie ER, die voor het eerst werd uitgezonden op 10 mei 2001.

## Verhaal
Lockhart is verbaasd als zij van haar moeder hoort dat zij terug wil naar haar geboorteplaats Minneapolis. Zij bekend aan haar moeder dat zij in het verleden een abortus heeft ondergaan, dit omdat zij bang was dat haar kind misschien genetisch aanleg had voor een bipolaire stoornis.
Dr. Carter en dr. Jing-Mei Chen horen allebei dat zij niet in aanmerking komen voor de post hoofd SEH. Dr. Carter krijgt te horen dat hij afgewezen is vanwege zijn drugsverleden en dr. Jing-Mei Chen omdat zij tijd heeft gemist vanwege haar zwangerschap. Zij is het hier niet mee eens en gooit dit op discriminatie. 
Reese, de zoon van dr. Benton, komt met zijn vingers klem te zitten in een piano terwijl dr. Finch op hem paste. Dit maakt de moeder van Reese, Carla, woedend op haar. Dr. Benton merkt al snel dat hij gevangen zit tussen Carla en zijn vriendin, dr. Finch. 
Dr. Greene behandelt een jongen en maakt al snel kennis met zijn extreem irritante vader.
Dr. Weaver maakt kennis met de nieuwe vriendin van haar ex-vriendin dr. Legaspi.
Na het werk gaat het personeel samen een potje honkbal spelen.

## Rolverdeling

### Hoofdrollen
- Anthony Edwards - Dr. Mark Greene
- Noah Wyle - Dr. John Carter
- Laura Innes - Dr. Kerry Weaver
- Goran Višnjić - Dr. Luka Kovac
- Michael Michele - Dr. Cleo Finch
- Erik Palladino - Dr. Dave Malucci
- Ming-Na - Dr. Jing-Mei Chen
- Eriq La Salle - Dr. Peter Benton
- Matthew Watkins - Reese Benton
- Elizabeth Mitchell - Dr. Kim Legaspi
- Maura Tierney - verpleegster Abby Lockhart
- Ellen Crawford - verpleegster Lydia Wright
- Conni Marie Brazelton - verpleegster Connie Oligario
- Deezer D - verpleger Malik McGrath
- Lyn Alicia Henderson - ambulancemedewerker Pamela Olbes
- Brian Lester - ambulancemedewerker Brian Dumar
- Michelle Bonilla - ambulancemedewerker Christine Harms
- Sally Field - Maggie Wyczenski
- Lisa Nicole Carson - Carla Simmons
- Kristin Minter - Randi Fronczak
- Erica Gimpel - Adele Newman

### Gastrollen (selectie)
- Ted Marcoux - Derek Fossen
- Emmett Shoemaker - Ben Fossen
- Jack Hallett - Jimmy Vogel
- Julie Osburn - Bonnie Vogel
- Ali Dean - taxichauffeur
- Ilyssa Fradin - Lori, nieuwe vriendin van dr. Legaspi